# Jonesboro (Luisiana)
Jonesboro es un pueblo ubicado en la parroquia de Jackson en el estado estadounidense de Luisiana. En el Censo de 2010 tenía una población de 4704 habitantes y una densidad poblacional de 370,73 personas por km².

## Geografía
Jonesboro se encuentra ubicado en las coordenadas 32°14′1″N 92°42′39″O / 32.23361, -92.71083. Según la Oficina del Censo de los Estados Unidos, Jonesboro tiene una superficie total de 12.69 km², de la cual 12.54 km² corresponden a tierra firme y (1.16%) 0.15 km² es agua.

## Demografía
Según el censo de 2010, había 4704 personas residiendo en Jonesboro. La densidad de población era de 370,73 hab./km². De los 4704 habitantes, Jonesboro estaba compuesto por el 42.69% blancos, el 55.55% eran afroamericanos, el 0.13% eran amerindios, el 0.28% eran asiáticos, el 0% eran isleños del Pacífico, el 0.17% eran de otras razas y el 1.19% pertenecían a dos o más razas. Del total de la población el 0.79% eran hispanos o latinos de cualquier raza.